# Pell
|  | Per a altres significats, vegeu «Pell (desambiguació)». |

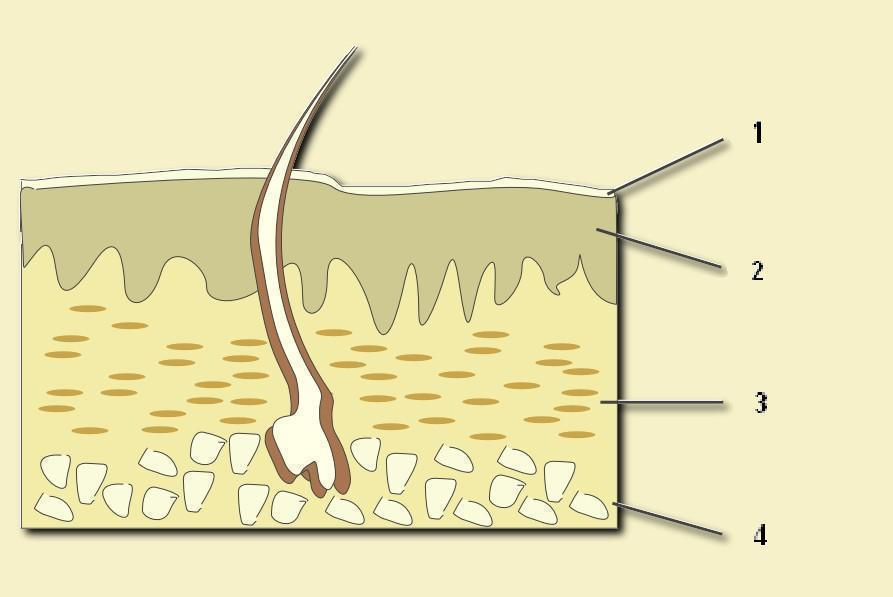
Pell humana:
1 - epiteli,
2 - epidermis,
3 - dermis,
4 - subcutis

La pell és el tegument resistent i flexible que recobreix la superfície del cos i que continua, als orificis naturals, amb les mucoses que entapissen els aparells respiratori, digestiu i genitourinari. És l'òrgan dels animals que actua com a barrera protectora i aïlla l'organisme del medi que l'envolta. Actua protegint-lo i contribueix a mantenir íntegres les seves estructures, alhora que té un paper com a sistema de comunicació amb l'entorn. La paraula pell prové del nom pellis en llatí clàssic. L'adjectiu "cutani/cutània" significa literalment "de la pell" (del llatí cutis, 'pell viva').
La pell està constituïda per una capa epitelial ectodèrmica més externa –l'epidermis–, una capa d'origen mesodèrmic –el derma o corium cutani–, i una capa més profunda, el teixit subcutani o pannicle adipós –hipoderma–. El desenvolupament embrionari de la pell en els mamífers comença poc després de la gastrulació. El conjunt de l'epidermis i del derma és anomenat cutis. Els annexos cutanis són les glàndules sudorípares (ecrines, apocrines i apoecrines), els fol·licles pilosos (pèls) amb les seves glàndules sebàcies i les ungles. Les seves funcions són, entre d'altres, la d'aïllament, regulació de la temperatura i de sensibilitat.
La pell és una coberta exterior suau dels animals, en particular d'un vertebrat. Altres estructures similars d'origen animal, com l'exoesquelet dels artròpodes o les petxines dels mol·luscs tenen un origen diferent, i també tenen una estructura i una composició química diferent. En els mamífers, la pell és l'òrgan més gran del sistema tegumentari format per diverses capes de teixit ectodèrmic, i protegeix els músculs subjacents, els ossos, els lligaments i els òrgans interns. La pell és de diferent naturalesa segons es tracti d'amfibis, rèptils o ocells. Tots els mamífers tenen una mica de pèl a la pell; fins i tot els mamífers marins, com el dofí, que semblen no tenir pèl. Com que interacciona amb el medi ambient, la pell té un paper fonamental en la protecció del cos contra organismes patògens, i la pèrdua excessiva d'aigua.
A la pell de l'home es produeix més secreció sebàcia que a la de la dona. Això és degut a la major quantitat d'andrògens (hormona sexual masculina) produïts per l'home. Com a conseqüència, la pell masculina és més gruixuda, i presenta més greix que la femenina.
La pell danyada tracta de restablir-se mitjançant la formació de cicatrius (teixit cicatricial). La pell pot patir diverses malalties, denominades dermatitis -com, per exemple, la seborrea- o dermatosis, molt comunes en la gent gran. Són estudiades principalment per la dermatologia i l'anatomia patològica; així com per la dermatopatologia, una subespecialitat mèdica en auge que integra coneixements d'aquestes dues disciplines.
Les malalties de la pell representen un problema no menor pel que fa a les seves implicacions negatives, tant socioeconòmiques com sobre la qualitat de vida, sobretot en els països en vies de desenvolupament.

## Fisiologia
La pell té una importància capital en la vida d'un organisme. Està adaptada per a exercir funcions diferents, ja que constitueix la principal intercomunicació entre l'organisme i el medi ambient. Redueix, en allò que és possible, els efectes potencialment nocius de les agressions ambientals, mecàniques, osmòtiques, químiques, tèrmiques i lluminoses; s'oposa a la invasió per part dels microorganismes i regula l'intercanvi de calor amb l'entorn mitjançant certs mecanismes neurovasculars amb el suport de les propietats d'aïllament tèrmic de determinades capes de la pell. A la seva superfície hi ha una rica microbiota, encarregada d'oferir protecció contra els patògens i d'assegurar l'estabilitat de la pel·lícula hidrolipídica que la cobreix.
Cada capa de la pell fa possible la realització d'unes funcions específiques. L'epidermis és la barrera primària davant una possible lesió mecànica, la dessecació i la invasió microbiana, i més especialment, l'estrat corni extern, molt impermeable a l'aigua i força inert des del punt de vista químic.

## Estructura en humans i altres mamífers

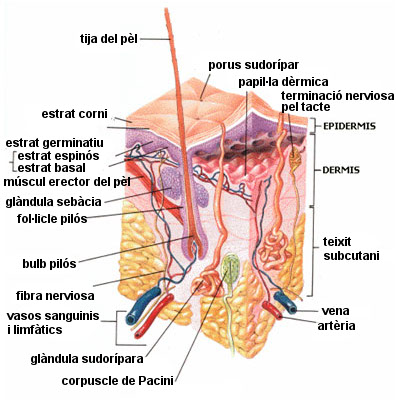
Les tres capes de la pell: l'epidermis, el derma i teixit subcutani (hipoderma). Es pot observar un fol·licle pilós, una glàndula sudorípara i una glàndula sebàcia.

On hi ha orificis naturals entra en contacte amb les mucoses dels tractes respiratori, digestiu i urogenital, i allà es modifica per donar lloc a les unions mucocutànies. Es compon de tres capes de teixits diferenciats: 
- la més externa és l'anomenada epidermis,[23]
- la del mig, derma,
- i la més profunda, hipoderma.

De manera més coherent, es poden considerar dues capes fonamentals, l'epidermis i la derma, amb unes propietats, estructura i origen embriològic diferents, i una tercera capa de teixit cel·lular subcutani que es troba unida als teixits inferiors mitjançant una aponeurosi profunda que és densa i fibrosa. El pes aproximat de l'epidermis i la derma en un adult pot representar uns 4 kg de pes.

### Epidermis

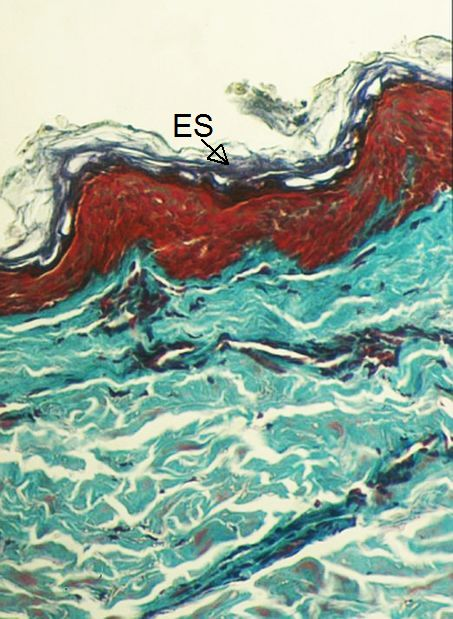
Estrat corni (ES). Microscopi òptic. 150X. Tinció: Tricròmic de Masson.

L'epidermis es compon en la seva majoria de queratinòcits, que es troben segmentats en l'estrat corni, a més d'un factor important que són els melanòcits, també anomenats pigmentòcits, que donen la pigmentació a la pell i que es troben justament sobre l'estrat germinatiu. A la pell, des del punt de vista histològic, es poden apreciar cèl·lules de Langerhans i limfòcits, que s'encarreguen de donar protecció immunològica, a més de trobar mecanoreceptòcits o cèl·lules de Merkel. Aquestes cèl·lules ovals són mecanoreceptors de tipus I, adherits als queratinòcits basals per unions desmosòmiques i localitzats a zones d'alta sensibilitat tàctil. Es troben als dits, llavis, punts de la cavitat oral i a la capa externa de l'arrel del fol·licles pilosos.
Els estrats o capes de l'epidermis, és a dir, cadascuna de les capes de teixit diferenciat disposades les unes damunt de les altres, són:
- Estrat basal. És el més profund de l'epidermis, i està compost per una sola capa de cèl·lules cilíndriques amb el nucli ovoide. La cara interna o basal d'aquestes cèl·lules està eriçada de digitacions fines o petites arrels que estableixen la unió entre l'epidermis i el derma. També és anomenat estrat cilíndric.
- Estrat espinós o estrat germinatiu. Està format per diverses capes de cèl·lules polièdriques, proveïdes d'espines primes que s'uneixen a altres semblants de les cèl·lules adjacents i formen ponts intercel·lulars, anomenats fibres plasmàtiques o tonofibril·les.
- Estrat granulós. Està compost de 3 a 5 capes de cèl·lules aplanades proveïdes de grànuls de queratohialina.[30] Quan els queratinòcits arriben a l'última capa d'aquest estrat les cèl·lules epidèrmiques moren i, en morir, aboquen el seu contingut a l'espai intercel·lular.
- Estrat lúcid. Es distingeix per tenir una zona molt prima de característiques eosinòfiles (amb afinitat per l'eosina). Els nuclis comencen a degenerar en les cèl·lules externes de l'estrat granulós i desapareixen en l'estrat lúcid. S'observa com una banda clara i brillant, formada per cèl·lules sense nucli o amb el nucli molt alterat.
- Estrat corni. És la capa més superficial de l'epidermis. Format per cèl·lules planes queratinitzades (mortes) sense nucli, també anomenades cèl·lules còrnies. Aquesta capa es distingeix per ser la més gruixuda, ja que està formada per diverses capes, generalment molt nombroses, de cèl·lules mortes, sense nucli, còrnies i aplatades, que contenen queratina.
- Estrat disjuntiu. És el conjunt de les capes més superficials de l'estrat corni, format per cèl·lules còrnies que es desprenen constantment. També és anomenat capa disjuntiva de descamació.

Les cèl·lules que migren des de l'estrat germinatiu triguen a escatar-se al voltant d'unes 4 setmanes. Això depèn de la raça i gènere, i també de l'espècie en el cas dels animals. Val a dir que la majoria de mamífers comparteixen aquestes característiques estratals. Si la descamació es fa en menys de 2 setmanes o en més de 4 setmanes es considera un estat patològic, el qual pot ser degut a alteracions congènites o formar part de les manifestacions d'una malaltia sistèmica.
La tinció habitual emprada en les tècniques histològiques és la d'hematoxilina i eosina. La tinció tricròmica de Masson és molt útil en material de biòpsia. Per a l'estudi ultraestructural de l'epidermis calen tècniques de microscòpia electrònica. Una altra tinció per a microscòpia òptica no molt usual és la tinció de Matoltsy i Parakkal, específica per l'estudi de les disqueratosis.

### Derma
El derma o dermis és una capa profunda de teixit conjuntiu moderadament dens que presenta abundància de fibres de col·lagen i elàstiques que es disposen de forma paral·lela i que li donen a la pell la consistència i elasticitat característica. Consisteix en una xarxa de fibres col·làgenes, amb un contingent considerable de fibres elàstiques, proteoglicans (àcid hialurònic, sulfat de condroïtina i sulfat d'heparina), fibronectina i altres components de la substància fonamental, vasos sanguinis, vasos limfàtics i nervis. En algunes zones de la superfície cutània (aèrola mamària, penis, escrot, perineu, llavis majors) hi ha també fibres musculars llises del derma.
El derma és entre vint i trenta vegades més gruixut que l'epidermis. S'hi troben els annexos cutanis –cornis (pèls i ungles) i glandulars (glàndules sebàcies i sudorípares)– els vasos sanguinis i els nervis. L'epidermis i el derma es mantenen units per la membrana basal, una capa de proteïnes i altres substàncies químiques secretades en part per cèl·lules epidèrmiques.
Histològicament s'hi distingeixen dues zones no ben delimitades: la capa o estrat papil·lar i la capa o estrat reticular.
- Estrat papilar. Compost per teixit connectiu lax, fibres de col·lagen tipus III,[41] i nanses capil·lars. És la més superficial i rep aquest nom perquè hi ha les papil·les dèrmiques, unes eminències que faciliten la nutrició de l'epidermis. Consta d'un estrat connectiu lax amb algunes fibres elàstiques i abundants cèl·lules conjuntives i vasos sanguinis.[42]
- Estrat reticular. Més profund, està compost per teixit connectiu dens, fibres de col·lagen tipus I, fibres elàstiques, i on es troben mastòcits, reticulòcits i macròfags. Per tant, es caracteritza per la presència de fibres col·làgenes més gruixudes i per l'escassetat de cèl·lules i vasos; les fibres elàstiques hi formen xarxes ben robustes i es condensen al voltant dels fol·licles pilosos i de les glàndules sudorípares i sebàcies. En la seva porció inferior s'observa una capa de múscul llis que conforma al múscul piloerector. A la pell facial existeix musculatura de tipus múscul estriat on hi ha fixació dels músculs de la mímica en la dermis.

### Hipodermis
La hipodermis, també anomenat hipoderma o teixit cel·lular subcutani o subcutis, és un estrat de la pell que està compost de teixit conjuntiu lax i adipós, la qual cosa li dona funcions a la pell de regulació tèrmica i de moviment a través del cos com el que es veu quan estirem la pell del nostre avantbraç cap amunt; si no tingués aquests tipus de teixits seria impossible moure-la. L'hipoderma no es diferencia d'una manera clara de la derma, ja que la transició és pràcticament imperceptible; una transició contínua, amb feixos de fibres col·làgenes i fibres elàstiques. Sembla que en algunes parts del cos, com a les parpelles, l'escrot i el prepuci, la pell no presenta hipoderma.

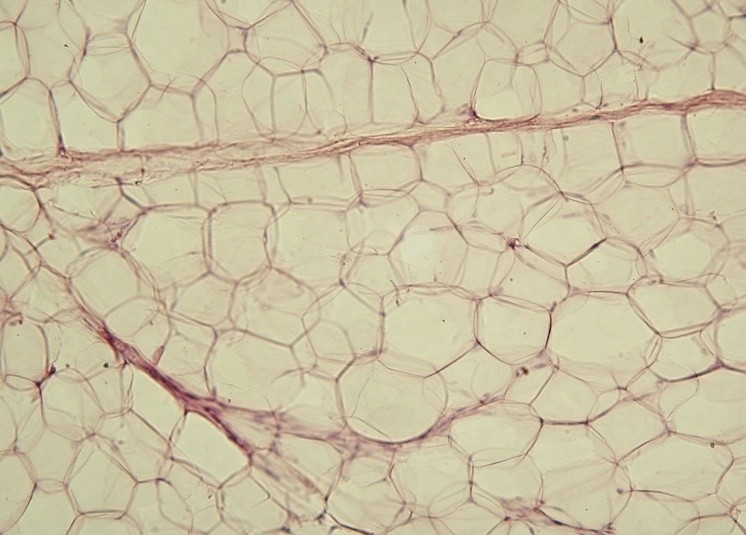
Teixit adipós groc

Els principals components que integren la hipodermis són els adipòcits o cèl·lules grasses. Són un tipus de cèl·lules del teixit conjuntiu, en forma d'anell, amb una gran capacitat de sintetitzar i emmagatzemar els greixos, que són la principal reserva energètica de l'organisme, alhora que un bon aïllant tèrmic. En el cas de l'obesitat, el greix acumulat és excessiu i genera una hipoderma d'uns quants centímetres de gruix, especialment patent en algunes zones, com ara l'abdomen i les cuixes.

### Annexos cutanis
Es consideren com a estructures annexes: les glàndules sudorípares, les glàndules sebàcies i els fol·licles pilosos.

#### Glàndules sudorípares
Les glàndules sudorípares relacionen els tres estrats, ja que aquestes estan des de l'epidermis fins a l'hipoderma. Són unes estructures annexes de la pell que s'han especialitzat en la secreció de suor, un líquid corporal transparent que conté fonamentalment aigua i sals. Les glàndules sudorípares es distribueixen per tota la pell, però la seva concentració varia; va des de 120 a 620 glàndules sudorípares per cm². Són especialment abundants als palmells de la mà i a les plantes dels peus (més de 300 glàndules per cm²), i també a les mans, el canell i la zona del cabell (més de 200 glàndules per cm²). A la cara, a l'esquena i al dors dels dits de la mà és on n'hi ha menys (menys de 100 glàndules per cm²). Amb la seva activitat, tenen la capacitat d'evaporar l'aigua i de controlar amb això la temperatura del cos.
Hi ha dos tipus de glàndules sudorípares: les ecrines i les apocrines. Ambdós tipus tenen una part secretòria on s'elabora la suor, i un tub que drena la secreció de líquid. La diferència és que en el cas de les ecrines, drenen el líquid a l'exterior de la pell; les apocrines, tenen els conductes que drenen les secrecions als fol·licles pilosos. Les glàndules sudorípares ecrines es troben gairebé per tot el cos en quantitats variables. Les apocrines es troben a les aixelles, l'engonal, els genitals i l'arèola mamària; la suor que se sintetitza té una olor més penetrant i té relació amb les glàndules d'alguns animals que utilitzen per a secrecions amb una funció de reclam sexual, T;.

#### Glàndules sebàcies
Les glàndules sebàcies són glàndules holocrines situades en el cori de la pell; generalment es relacionen amb un fol·licle pilós i secreten una substància oliosa anomenada sèu, un material greixós que lubrifica els pèls i la superfície de la pell; es localitzen al derma. Aquestes glàndules relacionen els estrats de l'epidermis i el derma a través de la funció que realitzen. Quan el fol·licle pilós és mogut pels músculs erectors del pèl es comprimeix la glàndula sebàcia que deixa anar la seva secreció oliosa a l'exterior de la pell. Són molt nombroses amb una concentració que varia des de 100 glàndules per cm² en els llocs on escassegen, fins a 900 glàndules per cm² en els llocs on són abundants (línia mitjana de l'esquena, cara, anus i genitals).
Cada glàndula sebàcia es compon de diversos alvèols, uns conjunts de cèl·lules disposades en capes concèntriques. Les cèl·lules més exteriors tenen un gran capacitat reproductiva i les de l'interior, més velles, contenen una gran quantitat de sèu i arriben a perdre el nucli i els altres components cel·lulars. Finalment, les més internes es destrueixen i alliberen cap a l'exterior el sèu greixós que contenen a través d'un conducte excretor que està connectat a diversos alvèols. El conjunt format pel fol·licle pilós i la glàndula sebàcia s'anomena fol·licle pilosebaci. Aquests folicles es distribueixen per tota la pell del cos, amb l'excepció de les plantes dels peus i els palmells de les mans.
Les glàndules sebàcies de l'arèola femenina (glàndules de Montgomery) tenen una doble funció. Per una banda, el sèu protegeix el mugró durant la lactància. Per una altra aquesta secreció conté compostos volàtils odorífers que estimulen al nadó i que contribueixen a generar determinats processos fisio-conductuals relacionats amb la producció i transferència de la llet materna. Ocasionalment, dites glàndules presenten infeccions cròniques que requereixen cirurgia. De vegades, sobretot en noies adolescents, es formen quists al marge areolar per obstrucció de la zona terminal del conducte d'aquestes glàndules. Si no s'infecten, acostumen a desaparèixer de manera espontània.

#### Fol·licles pilosos

Fol·licle pilós

El fol·licle pilós és l'estructura on se sintetitza el pèl, un tipus d'excrescència filamentosa que emergeix de l'epidermis, i el lanugen. És difícil calcular la quantitat de pèls del cos humà, ja que varia segons les zones del cos, les persones i l'edat. S'ha calculat que en una persona d'entre 20 i 30 anys és d'un 615 pèls per cm², xifra que als 80 anys pot descendir fins a uns 435 pèls per cm². Tan sols en el cap pot haver-hi uns 100.000 pèls.
El fol·licle pilós està format per elements del teixit de l'epidermis que s'invaginen en la derma. La part epidèrmica del fol·licle forma les beines de l'arrel del pèl i és envoltada per la porció dèrmica o fol·licle pilós conjuntiu que dona inserció als músculs erectors del pèl. En el coll del fol·licle desemboquen una o més glàndules sebàcies. Del fons de la cavitat fol·licular s'aixeca una eminència còrnia, anomenada papil·la pilosa.

#### Ungles
Les ungles són estructures planes i elàstiques de textura còrnia. Es troben en els extrems de les superfícies dorsals dels dits de les mans i dels peus. La base de l'ungla, anomenada "arrel", s'implanta en una fenedura de la pell. El cos de l'ungla és la part visible. L'ungla és una estructura anàloga de la zona còrnia de la pell, tot i que les seves escates queratinitzades són dures.
Des del punt de vista evolutiu, les ungles deriven de les peülles –d'una estructura més complexa–, característiques de molts mamífers i tetràpodes.
Per sota de l'ungla, la pell presenta una sèrie de crestes longitudinals elevades molt vascularitzades que són les responsables del color rosat de l'ungla. Més a prop de l'arrel de l'ungla hi ha menys crestes i menys vasos sanguinis, el teixit és més opac i per això el color extern és més blanquinós. La part de sota de l'arrel és més gruixuda i presenta una agrupació de cèl·lules germinals (matriu) que és la responsable del creixement de l'ungla. La pèrdua de la matriu impedeix la regeneració de les ungles. La lúnula, normalment visible als polzes i primers dits dels peus, és la part més distal de la matriu. Sota el cos de l'ungla hi ha una capa més fina que no té relació amb el seu desenvolupament sinó que aporta una superfície de lliscament per l'ungla en creixement. La fragilitat unguial és un dels problemes més comuns dels que afecten aquestes estructures. Pot ser conseqüència de la deshidratació corporal, malalties locals o sistèmiques, tractaments farmacològics i cosmètics; així com, simplement, de l'envelliment fisiològic al mancar el nombre necessari de ponts disulfur per mantenir la seva solidesa.

### Vascularització
La vascularització de la pell és important; comprèn una complexa xarxa de vasos sanguinis mitjançant els quals arriba l'oxigen i els nutrients necessaris a les cèl·lules cutànies. Penetren per l'hipoderma i, en arribar a la derma, formen una xarxa paral·lela a la superfície. D'aquesta xarxa sorgeixen artèries més petites que penetren la derma i que formen una xarxa arterial subpapil·lar. Els vasos més fins, els capil·lars, arriben a estar compostos tan sols per una capa de cèl·lules. Cap vas arriba a l'epidermis. La xarxa venosa, que retorna la sang en direcció al cor, s'anomena plexe venós, i segueix un recorregut paral·lel al de les artèries.
La irrigació i el drenatge sanguinis segueixen vies clarament determinades i amb una distribució precisa que té relació amb les necessitats metabòliques dels diferents components cel·lulars. Les zones amb més cèl·lules actives (epidermis, fol·licles pilosos, glàndules sudorípares i sebàcies, terminacions sensitives dels nervis cutanis i els fibroblasts de les papil·les dèrmiques) tenen una estreta relació amb la xarxa capil·lar de la derma. En canvi, la capa reticular més profunda de la derma és molt fibrosa i conté molt poques cèl·lules actives i, per tant, les seves necessitats metabòliques són escasses; és una capa travessada per la xarxa de vasos sanguinis, però li arriben pocs capil·lars i els que ho fan, no són de naturalesa nutritiva.
També hi ha una xarxa limfàtica amb dos nivells: una de superficial –connectada a les papil·les dèrmiques–, i una de profunda –irrigant la hipoderma–. Aquests vasos limfàtics recullen les substàncies de rebuig i drenen el líquid que es concentra entre les cèl·lules cutànies.

### Innervació
Els nervis cutanis es localitzen en el teixit subcutani (hipoderma) amb terminacions nervioses a la dermis. Innerven les glàndules sudorípares, els vasos sanguinis i els músculs erectors dels pèls i controlen les accions d'aquestes estructures. Pel que fa a l'epidermis, hi ha nombroses terminacions lliures de nervis que quan reben un determinat estímul envien un senyal al sistema nerviós central que genera una sensació de dolor o picor. També hi ha diversos corpuscles, estructures d'origen nerviós, que són receptores de determinats estímuls sensitius. Així trobem:

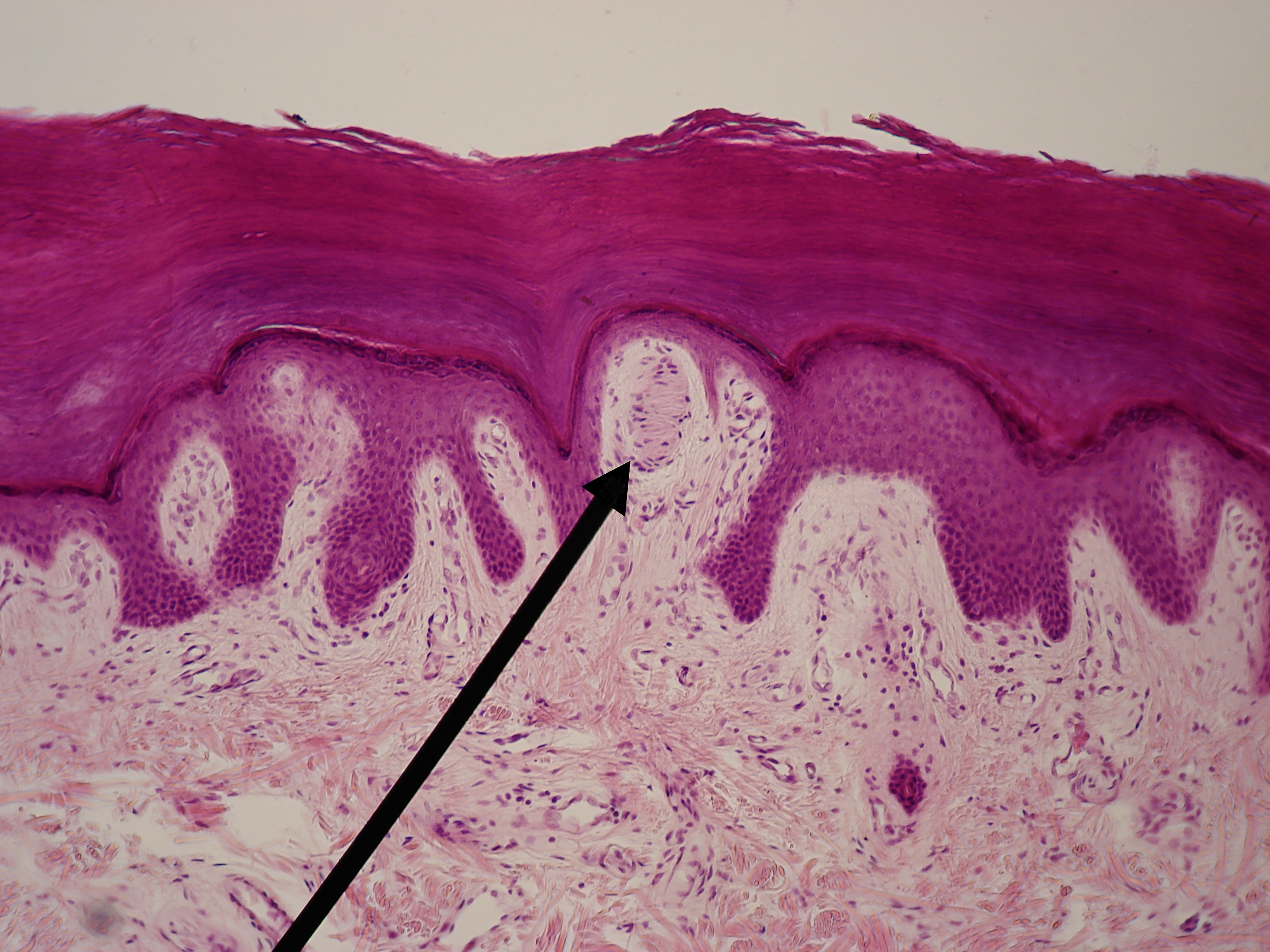
Corpuscle de Meissner

- Corpuscle de Meissner. Presents en la pell sense pèls, és a dir, a: palmells, plantes, puntes dels dits, llavis, punta de la llengua, mugrons, gland i clítoris (tacte fi). Són un tipus de terminacions nervioses a la pell que són responsables de la sensibilitat pel tacte suau.[69] En particular, tenen la major sensibilitat (el llindar de resposta més baix) quan reben vibracions de menys de 50 Hertz.[70]
- Corpuscle de Vater-Pacini. De forma ovoide, localitzats en zones profundes de la hipoderma; detecten fonamentalment estímuls de pressió.[71]
- Corpuscle de Krause o corpuscle de Golgi-Mazzoni. Són uns corpuscles sensorials encapsulats que es troben al tou dels dits, a la mucosa bucal, a la conjuntiva i al cor; s'assemblen als corpuscles de Pacini, però tenen menys lamel·les, un con relativament més gran i una arborització nerviosa més extensa.[72] Detecten també estímuls tèrmics.[66] No obstant això, la seva funció en l'actualitat no acaba de quedar definida amb claredat.[73]

- Corpuscle de Ruffini. És un receptor sensorial en forma de fus sensible a l'estirament de la pell; contribueix al sentit cinestèsic i el control de la posició dels dits i del moviment.[74] Es creu que és útil per monitorar el lliscament dels objectes al llarg de la superfície de la pell, el que permet precisar el control sobre un objecte. Es troba a les capes profundes de la pell, i arriben a registrar la deformació mecànica de les articulacions, el canvi concret de l'angle de la posició de l'articulació, amb una especificitat de fins a 2 graus.[75]
- Corpuscle de Merkel. També és anomenat cèl·lula de Merkel,[76] cèl·lula tàctil de Merkel, corpuscle de Grandy, corpuscle de Grandy-Merkel. És cadascun dels corpuscles tàctils de la pell (capes profundes de l'epidermis), dels fol·licles pilosos, de la submucosa de la llengua i del paladar dur, constituïts per una cèl·lula epitelial modificada (cèl·lula tàctil) i un eixamplament terminal de l'axó o fibra nerviosa sensitiva, que és l'anomenat disc o menisc tàctil.[77] Permeten el tacte superficial. En els mamífers no humans la major acumulació d'aquestes cèl·lules es troba als bigotis.[78]

## Morfologia externa
Externament, el que veiem és la macroestructura superficial de la pell. A simple vista sembla llisa i plena, però en realitat presenta plecs, solcs, esquerdes i petites prominències:
- a) Plecs i solcs: més menys accentuats, estan sempre presents en tots els individus sobre la cara dorsal de certes articulacions, fins i tot quan aquests estan en extensió completa o estan en articulacions completes. Per exemple, colzes, dits, i canells.
- b) Arrugues: poden ser provocades per contracció muscular, a causa d'un moviment, o per disposicions estructurals de la pell; per exemple: plecs de les articulacions.
- c) Porus cutanis: són els orificis externs del canal de sortida de les glàndules sudorípares i sebàcies. Aquests últims reben el nom d'ostium (orifici) fol·licular.

L'elasticitat és una de les propietats cutànies més rellevants si no es veu alterada per cap factor, sigui extrínsec o intrínsec. El més comú és l'edat. Es quantifica emprant procediments elastogràfics basats en diverses tècniques d'ultrasonografia. Algunes malalties singulars en les quals està afectada l'elasticitat de la pell són el cutis lax congènit, el pseudoxantoma elàstic i la dermatoporosi.

### Pigmentació
El color de la pell és variable segons el nombre dels melanosomes o grànuls de melanina sintetitzats contínuament pels melanòcits. La pell presenta pigmentació, o melanina, generada pels melanòcits, que absorbeix part de la radiació ultraviolada (UV) del sol, potencialment perillosa. També conté enzims reparadors del DNA que ajuden a revertir el mal generat pels UV, i la gent que no presenta els gens per a aquests enzims pateixen taxes elevades de càncer de pell. Una forma predominantment produïda per la llum UV, el melanoma maligne, és particularment agressiva, causant ràpidament metàstasis i sent mortal amb freqüència si no es tracta. La pigmentació de la pell humana varia entre poblacions de manera sorprenent. Això ha portat a la classificació de les persones basant-se en el color de la pell. Diversos fàrmacs i compostos químics poden produir canvis pigmentaris cutanis.
Sovint es reconeix la pell com l'òrgan més gran del cos humà. Pel que fa a la mitjana adulta, la pell té una superfície d'entre 1,5 i 2 metres quadrats, la majoria d'ella té un gruix d'entre 2 i 3 mm. Cada 6,5 cm² de pell conté 650 glàndules sudorípades, 20 vasos sanguínis, 60.000 melanòcits, i més d'un centenar de terminacions nervioses.

## La pell d'altres vertebrats
La pell dels mamífers sovint conté pèls, que en suficient densitat s'anomena pelatge. El pèl serveix principalment per a incrementar l'aïllament que la pròpia pell proveeix, però també pot servir com a característica sexual secundària o com a camuflatge. En alguns animals, la pell és molt dura i gruixuda, i pot ser processada per a obtenir cuir. Els rèptils i peixos tenen fortes escates protectores sobre la seva pell per a protegir-se, i els ocell tenen plomes fortes, totes formades per β-queratina. La pell dels amfibis no resulta ser una barrera forta al pas de molècules químiques i sovint està subjecte a l'osmosi. Si es col·loca una granota en una solució d'anestèsic podria adormir-se ràpidament.

### Peixos i amfibis
L'epidermis dels peixos i els amfibis, en general, consisteix completament en cèl·lules vives, i només quantitats mínimes de queratina en les cèl·lules de la capa superficial. En general són permeables i en el cas de molts amfibis arriba a ser un òrgan respiratori important. La dermis dels peixos ossis normalment conté relativament poc teixit connectiu si es compara amb el que es troba en els tetràpodes. En canvi, en la majoria de les espècies, és reemplaçat en gran manera per les escates òssies de protecció. Deixant de banda alguns ossos dèrmics particularment importants que formen part del crani, aquestes escates desapareixen en els tetràpodes, encara que molts rèptils tenen escates d'un tipus diferent, igual que els pangolins. Els peixos cartilaginosos tenen nombrosos denticles, com les dents incrustats en la pell, en lloc d'unes veritables escates.
Les glàndules sudorípares i les glàndules sebàcies són característiques dels mamífers, però en altres vertebrats es troben altres tipus de glàndules cutànies. Els peixos solen tenir nombroses glàndules secretores de mucositat, que utilitzen per a l'aïllament tèrmic i de protecció, però també poden tenir glàndules verinoses, fotòfors, o cèl·lules que produeixen determinats líquids. A la pell dels teleostis es troba teixit limfoide associat que recorda al existent en el tracte intestinal i que forma part del seu sistema de resposta immune. Produeix limfòcits, granulòcits, macròfags i cèl·lules tipus Langerhans per protegir d'infeccions la pell; la qual, de forma similar a l'intestí, manté una microbiota àmplia i diversa. En els amfibis, les cèl·lules mucoses es reuneixen per formar glàndules en forma de sac. La majoria dels amfibis que viuen també tenen glàndules granulars a la pell, que són capaces de secretar compostos irritants o tòxics.
En els rèptils, amfibis i peixos, l'epidermis sovint és relativament incolora, tot i que la melanina es troba en la pell de moltes espècies. En canvi, el color de la pell es deu principalment a cromatòfors existents a la dermis, que, a més de la melanina, pot contenir pigments carotenoides (xantòfors, eritròfors) o cristalls transparents de guanina (guanòfors). Aquests últims, anomenats també iridòfors o iridòcits, ocasionen la particular iridiscència que presenten alguns d'aquests animals. Moltes espècies, com el camaleó o el llenguado poden canviar el color de la seva pell, ajustant l'activitat dels seus cromatòfors.

### Ocells i rèptils
L'epidermis dels ocells i els rèptils és més semblant a la dels mamífers, amb una capa de cèl·lules mortes plenes de queratina a la superfície, que ajuda a reduir la pèrdua d'aigua. Un patró similar s'observa també en alguns dels amfibis més terrestres, com els gripaus. No obstant això, en tots aquests animals no hi ha una clara diferenciació de l'epidermis en diferents capes, com passa en els éssers humans, i el canvi de tipus de cèl·lules és relativament gradual. L'epidermis dels mamífers sempre té, almenys, l'estrat germinatiu i l'estrat corni, però les altres capes intermèdies que es troben en els éssers humans no sempre són distingibles. El pèl és un tret distintiu de la pell dels mamífers, mentre que les plomes són (almenys entre les espècies vives) una característica exclusiva de les aus.
Les aus i els rèptils que tenen glàndules a la pell són relativament minoritaris, encara que pot haver-hi algunes estructures amb fins específics, com ara cèl·lules secretores de feromones en alguns rèptils, o la glàndula uropigial existent en la majoria dels ocells -sobretot aquàtics- i especialitzada en la producció de material cerós necessari pel manteniment del seu plomatge.